# Aprostocetus caudatus
Aprostocetus caudatus is een vliesvleugelig insect uit de familie Eulophidae. De wetenschappelijke naam is voor het eerst geldig gepubliceerd in 1833 door Westwood.